# Bojni sekač
Bojni sekač je orožje na drogu, ki se je razvil iz sekača za grmovje. Sekač ima enolistno rezilo, pri čemer je vrh zaobljen navznoter; ostrina rezila se nahaja na notranji strani krivine. V nekaterih primerih je bila ostrina tudi na manjšem delu hrbtnega roba rezila (po navadi zgornja tretjina). Z dodatkom lovilnega roglja na hrbtnem robu se je razvila kombinacija bojnega sekača in guisarmeja.